# Bupirimat
Bupirimat ist eine chemische Verbindung aus der Gruppe der Pyrimidine und Sulfamate, welche von ICI als systemisches Fungizid eingeführt wurde. Bupirimat gehört zu den 2-Aminopyrimidin-Fungiziden und wurde unter dem Handelsnamen Nimrod im Kernobst-, Steinobst- und Zierpflanzenanbau gegen Echte Mehltaupilze eingesetzt. Der Wirkstoff hemmt die Adenosin-Desaminase.

## Gewinnung und Darstellung
Bupirimat kann ausgehend von Ethirimol gewonnen werden. Dieses reagiert mit Natriumhydroxid und Dimethylsulfamoylchlorid zu Bupirimat.

## Zulassung
Bupirimat war von 1976 bis 1989 in der Bundesrepublik Deutschland als Pflanzenschutzmittel zugelassen.
Bupirimat ist seit 2011 in der Europäischen Union als Wirkstoff zugelassen.
In der Schweiz und einer Reihe von Staaten der EU sind Pflanzenschutzmittel mit diesem Wirkstoff zugelassen, so auch in Deutschland und Österreich.